# 清田龍之助
清田 龍之助（清田 龍之介、せいた りゅうのすけ、1880年3月3日 - 1943年4月24日）は、日本の実業家、ジャーナリスト、教育者。日本電報通信社（現・電通）外報部長。東京商科大学（現・一橋大学）教授、立教大学教授。日本聖公会の信徒。

## 人物・経歴
1880年（明治13年）3月3日、清田海一郎（浅草聖ヨハネ教会初代牧師）の長男として広島県忠海（現・竹原市）に生まれる。
その後、大阪に出て小学校を卒業した後、上京する
1897年（明治30年）3月、東京・築地の旧制立教中学校を卒業。同1897年（明治30年）4月、立教専修学校（現・立教大学）に入学して、1899年（明治32年）に同校卒業。
卒業と同時に、1899年（明治32年）3月、ペンシルバニア州費留学生として米国に留学。
1901年（明治34年）9月、ケニオン大学古典科に入学し、1904年（明治37年）6月、同大学を卒業（Bachelor of Arts）。
1904年（明治37年）9月、イェール大学大学院に入学し、1907年（明治40年）6月、同大学院を卒業してMaster of Artsを取得。
同1907年（明治40年）12月に帰国し、1908年（明治41年）4月、日本電報通信社（現・電通）に入り、同社外国通信（外報）部長に就任する。
日本電報通信社（現・電通）での記者生活を送る傍ら、母校の立教大学および、東京高等商業学校（後の東京商科大学・現一橋大学）の教授を務め英語を教える。
立教大学では1909年（明治42年）から、1920年（大正9年）までの勤務と思われ、東京高等商業学校では、1911年（明治44年）9月に講師として迎えられ、1913年（大正2年）2月に教授に就任した。
日本電報通信社（現・電通）での職務のほか、1912年（明治45年）7月には国際新聞協会の幹事として、後藤新平（南満洲鉄道初代総裁、逓信大臣、外務大臣等）、岩下清周（北浜銀行頭取）らと桂太郎（第11・13・15代内閣総理大臣）の欧行に随行し、欧州各国の政治経済状況の調査を行った。国際新聞協会は日本に駐在する外国新聞、通信員と日本の記者との連携を目的する連合組織で、清田は1923年（大正12年）に同会が解散するまで会員および役員も兼務した。
1920年（大正9年）に立教大学と東京高等商業学校の教職を辞した後、同年5月に、立教時代の同窓生である濱口梧洞（10代目濱口儀兵衛、醤油王）が経営する濱口商事株式会社に入社して支配人に就任する。梧洞の濱口儀兵衛（ヤマサ醤油の当主に受け継がれる名称）家の親戚筋である濱口吉右衛門（ヤマサ醤油創業者の濱口儀兵衛の兄の一族の当主が継承する名称）家を受け継ぐ濱口乾太郎（10代目濱口吉右衛門、1883年 -1946年）も清田と同じくイェール大学出身であり、この乾太郎からも請われた入社であった。
加えて、東京高等商業学校は1920年（大正9年）3月31日に、東京商科大学として旧制大学に昇格したが、当時の学長の佐野善作は清田の俊才を思って、商大の教官を辞めて実業界へ入ることに対してたいへん哀惜の意を漏らしたとされる。

清田は濱口商事では、常務兼支配人、総支配人、専務を歴任した。
1929年（昭和4年）に濱口商事が破綻すると同社を退職し、それ以後は著述業の傍ら、1931年（昭和6年）4月に東京商大（現・一橋大学）に戻り、専門部予科教授を務めた。
1938年（昭和13年）2月まで、東京商大（現・一橋大学）に在籍して商業英語を教えていたが、そのすぐあとにオーストラリア政府からの要請で外務省の推薦を受けて、同1938年（昭和13年）3月にオーストラリアへ渡り、ブリスベンのクイーンズランド大学で日本語教育にあたり、日本文明講座も開講した。
1941年（昭和16年）12月8日に、日本が真珠湾攻撃を行うと、オーストラリアも日本に対して宣戦布告し、同日に清田は敵国人として大学内で逮捕され、捕虜となり収容所に抑留される。翌1942年（昭和17年）8月18日に、抑留者の交換船でメルボルンを離れ帰国の途につくと、同年10月9日に横浜港に到着した。同年12月3日には、大日本国防義会において、「濠州事情」の演題で講演を行ったほか、同12月9日には、日本海軍による海軍有終会でも講演を行ったが、この講演内容が「濠州の実情」の題名で日本講演協会から出版されている。
翌1943年（昭和18年）4月24日に肺炎で死没。当時は荻窪（杉並区天沼）に自宅あった。葬儀は浅草蔵前聖公教会（浅草聖ヨハネ教会）で行われた。

## 三鷹市山本有三記念館（旧清田龍之助邸）
1926年（大正15年）に三鷹市下連雀2丁目に建てた邸宅は、1936年（昭和11年）に山本有三の邸宅となった。現存する住宅は三鷹市山本有三記念館として運営されている。

## 鳩山会館（旧鳩山一郎邸）
清田龍之助は、東京・小石川、音羽7丁目10番地にも邸宅を保有していたが、この場所は鳩山会館（旧鳩山一郎邸）となっている。もともとここに邸宅を構えた鳩山和夫（鳩山一郎の父）は、清田と同じくイェール大学の卒業生で関係が深かった。また、鳩山和夫は1890年（明治23年）から1907年（明治40年）まで大隈重信が創設した東京専門学校（現・早稲田大学）の校長を務めたが、清田が長く役員を務めた国際新聞協会の名誉顧問を大隈が務めるなどの関わりがあった。

## その他
- 英語教育の重要性を説き、「今後生活していくには英語が必要で、英語を修学するには方法、時間、年齢の3条件が備わっている必要があると思う」と語った[2]。
- 澤柳政太郎との交流があり、同氏と「英語は小学時代から教育することがもっとも妥当である。」と話し合ったことがある[2]。
- 事業を成すには、温暖な国から寒い国に行ってはだめで、その意味で田中義一内閣が行っていた満蒙政策は愚の骨頂だと批判した[2]。
- 愛犬家で三鷹の邸宅ではアイリッシュ・ウルフハウンドを飼っていた[2]。